# Txirkata
Txirkata (en rus: Чирката) és un poble del Daguestan, a Rússia, que el 2019 tenia 2.074 habitants. Pertany al districte rural de Mekhelta.